# Bohema House (teatr ekologiczny)
Bohema House – teatr muzyczno – akrobatyczny działający w Warszawie na Białołęce. Został założony w 2020 r. Wykorzystuje sztukę do uwrażliwiania publiczności na tematy ekologiczne, tzw. edutainment. Dyrektorem artystycznym jest reżyser, aktor i piosenkarz Artur Chamski. Placówka realizuje przedstawienia muzyczne z wykorzystaniem akrobacji w konwencji Nowego Cyrku. Realizuje spektakle według własnych scenariuszy i z oryginalnymi utworami muzycznymi. 

## Repertuar
Produkcje Bohema House opierają się na znanych motywach literatury i kultury, wśród nich: Calineczka, dr Dolittle, Opowieść Wigilijna, Dziewczynka z zapałkami. W klasyczne opowieści wplecione są wątki współczesnych wyzwań, takich jak smog, zmiana klimatu, utrata bioróżnorodności, zaśmiecenie. Przedstawienia stymulują wrażliwość na stan środowiska naturalnego i w atrakcyjny sposób przekazują wiedzę na temat zmian stylu życia w kierunku postaw proekologicznych. 
W przedstawieniach wykorzystywane są złożone choreografie taneczne i powietrzne akrobacje, a także oryginalne piosenki. Muzykę do spektakli skomponował m.in. Jan Traczyk. Produkcje przeważnie mają charakter familijny.
W lipcu 2024 r. miała miejsce premiera musicalu rapowego Adam. Postapokaliptyczny spektakl w reżyserii Sebastiana Fabijańskiegoopowiada o losach nielicznych ludzi, którzy ocaleli z globalnej katastrofy ekologicznej.

## Historia
Teatrem zarządza spółka Bohema House Sp. z.o.o. z siedzibą we Wrocławiu, utworzona w 2020 roku. Pierwsze produkcje prezentowane były online ze względu na pandemię COVID-19. Sukces produkcji, takich jak „Calineczka. Magia tkwi w naturze”, którą on-line obejrzało ponad 5 000 widzów, sprawił, że teatr przetrwał okres ograniczeń pandemicznych i obecnie działa na scenie stacjonarnej.